# Panaspis maculicollis
Panaspis maculicollis är en ödleart som beskrevs av  Jacobson och BROADLEY 2000. Panaspis maculicollis ingår i släktet Panaspis och familjen skinkar. Inga underarter finns listade i Catalogue of Life.